# Mario Pacheco (futbolista)
Mario Pacheco Vidal (Callao, 1909 - 1984) fue un futbolista peruano que se desempeñaba como delantero. Jugó principalmente como puntero derecho y tras su retiro fue entrenador del Jorge Chávez a finales de los años 1940. Sus padres fueron Pablo Pacheco y Ernestina Vidal, así como hermano de Pablo Pacheco y Jorge Pacheco, ambos futbolistas.
Falleció el 1 de agosto de 1984 a lo 74 años en el Callao. Estuvo casado con Julia Auristela Eguiluz Salas.

## Clubes
| Club                      | País | Año         |
| ------------------------- | ---- | ----------- |
| Jorge Chávez              | Perú | 1926 - 1928 |
| Universitario de Deportes | Perú | 1929 - 1943 |

## Estadísticas
Datos actualizados al fin de la carrera deportiva.
| Jorge Chávez · Perú |               |               |     |    |    |    |    |     |     |      |      |
| 1.ª | 1926          | 0             | 0   | -  | -  | -  | -  | ¿?  | ¿?  | 0,00 |      |
| 1.ª | 1927          | 0             | 0   | -  | -  | -  | -  | ¿?  | ¿?  | 0,00 |      |
| 1.ª | 1928          | 9             | 3   | -  | -  | -  | -  | 9   | 3   | 0,29 |      |
| Total club | Total club    | 9             | 3   | 0  | 0  | 0  | 0  | 9   | 3   | 0,28 |      |
| Universitario de Deportes · Perú |               |               |     |    |    |    |    |     |     |      |      |
| 1.ª | 1929          | 10            | 6   | -  | -  | -  | -  | 10  | 6   | 0,34 |      |
| 1.ª | 1930          | 5             | 3   | -  | -  | -  | -  | 5   | 3   | 0,35 |      |
| 1.ª | 1931          | 7             | 2   | -  | -  | 4  | 1  | 11  | 3   | 0,32 |      |
| 1.ª | 1932          | 6             | 3   | -  | -  | 7  | 2  | 13  | 5   | 0,33 |      |
| 1.ª | 1933          | 9             | 5   | -  | -  | 3  | 0  | 12  | 5   | 0,31 |      |
| 1.ª | 1934          | 8             | 2   | -  | -  | 7  | 4  | 15  | 6   | 0,15 |      |
| 1.ª | 1935          | 2             | 0   | -  | -  | 3  | 2  | 5   | 2   | 0,78 |      |
| 1.ª | 1936          | 1             | 0   | -  | -  | 1  | 1  | 2   | 1   | 0,00 |      |
| 1.ª | 1937          | 8             | 3   | -  | -  | 5  | 3  | 11  | 6   | 0,44 |      |
| 1.ª | 1938          | 5             | 1   | -  | -  | 3  | 1  | 8   | 2   | 0,44 |      |
| 1.ª | 1939          | 7             | 1   | -  | -  | 5  | 2  | 12  | 3   | 0,34 |      |
| 1.ª | 1940          | 13            | 2   | 2  | 1  | 4  | 1  | 18  | 4   | 0,30 |      |
| 1.ª | 1941          | 14            | 5   | 6  | 2  | -  | -  | 20  | 7   | 0,23 |      |
| 1.ª | 1942          | 7             | 1   | 4  | 1  | 3  | 2  | 14  | 4   | 0,23 |      |
| 1.ª | 1943          | 9             | 4   | 1  | 1  | -  | -  | 10  | 5   | 0,23 |      |
| Total club | Total club    | 111           | 38  | 13 | 5  | 45 | 19 | 169 | 62  | 0,36 |      |
| Total carrera | Total carrera | Total carrera | 120 | 41 | 13 | 5  | 45 | 19  | 178 | 65   | 0,34 |
| (1) Incluye datos del Torneo de Apertura (1940, 1941, 1942 y 1943). (2) Incluye datos del Torneo Iniciación, Torneo Consolidación Nacional y Copa Mariscal Miller. |               |               |     |    |    |    |    |     |     |      |      |

## Palmarés

### Campeonatos nacionales
| Título                    | Club                      | País | Año  |
| ------------------------- | ------------------------- | ---- | ---- |
| Primera División del Perú | Universitario de Deportes | Perú | 1929 |
| Primera División del Perú | Universitario de Deportes | Perú | 1934 |
| Primera División del Perú | Universitario de Deportes | Perú | 1939 |
| Primera División del Perú | Universitario de Deportes | Perú | 1941 |

### Como entrenador
| Título                    | Club         | País | Año  |
| ------------------------- | ------------ | ---- | ---- |
| Segunda División del Perú | Jorge Chávez | Perú | 1947 |